# ایندتو اینشوشینک دوم
ایندَتو اینشوشینَک دوم (به انگلیسی: Inda[ttu]-Inshushi[nak]) یا ایندَتو یا ایدَدو (به انگلیسی: Idaddu, I-da-du) یکی از شاهان ایرانی در دورهٔ ایلام از خاندان سیماشکی بود.
در فهرست رسمی شاهان سیماشکی، نام هفتمین و دهمین شاه با عنوان ایدَدو ذکر شده‌است. نویسندگان ایلامی در سده چهاردهم و سیزدهم پیش از میلاد ایندَتو را با نسبت‌های گوناگون یاد کرده‌اند. برخی او را نوه یا خواهرزاده و یا نوه خواهر هوتران تمتی  و برخی دیگر نوه یا خواهرزاده کین دتو دانسته‌اند.  همچنین نام پدر او را په پی (به انگلیسی: Pepi) نوشته‌اند.  به احتمال زیاد کاتبان ایلامی دو یا سه شاه با این نام را یک تن پنداشته‌اند.
ایندَتو اینشوشینَک دوم در ابتدا حاکم شوش بود.  سپس حاکم ایلام شد.  بعدها او را با لقب شاه سیماشکی و ایلام می‌بینیم.  در کتیبه‌های زیادی در شوش نام وی یاد شده‌است که نشانگر کارهای عمرانی فراوان وی است.

## کتابشناسی
- قشقائی، حمیدرضا، گاهنمای ایلامیان، تهران، اوگان، ۱۳۹۰.
- کامرون، جرج، ایران در سپیده دم تاریخ، ترجمهٔ حسن انوشه، تهران، علمی و فرهنگی، ۱۳۷۲.
- مجیدزاده، یوسف، تاریخ و تمدن ایلام، تهران، مرکز نشر دانشگاهی، ۱۳۷۰.
- هینتس، والتر، دنیای گمشدهٔ ایلام، ترجمهٔ فیروز فیروزنیا، تهران، علمی و فرهنگی، ۱۳۷۱.
- Potts, D. T., The Archaeology of Elam, Cambridge University Press, 1999.
- The Cambridge Ancient History (CAH) vol. 1 part 2.
- Vallat , François. Elam: The History of Elam. Encyclopaedia Iranica , vol. VIII pp. 301-313. London/New York , 1998.